# تاكاو آبي
تاكاو آبي هو سياسي ياباني، ولد في 18 سبتمبر 1943.

## روابط خارجية
- تاكاو آبي على موقع ميوزك برينز (الإنجليزية)